# Comme le temps passe...
Comme le temps passe… est un roman de Robert Brasillach paru en 1937 chez Plon. Construit en six parties, il est généralement considéré comme l’œuvre majeure de son auteur.

## Résumé
Le roman suit la vie d'un couple, René et Florence, dans l'Europe de l'avant-guerre et jusqu'aux années 1920. Les deux héros, originaires d'une île des Baléares, traversent les émois amoureux et découvrent le monde chacun de son côté. René est en effet mobilisé pendant la Première Guerre mondiale. Ils finissent par se retrouver, après 14 ans, étant « faits l'un pour l'autre ».

## Analyse
Ouvrage le plus connu de Robert Brasillach, ce dernier approche particulièrement le thème de la guerre. Contrairement à Céline, qui dépeint la Première Guerre mondiale très négativement, Brasillach y développe une approche « chevaleresque ». Un certain romantisme pour le début du siècle et un penchant autobiographique se dégagent par ailleurs à travers toute l’œuvre, écrite deux ans avant la Seconde Guerre mondiale.